# Sheffield-Talsperre
Die Sheffield-Talsperre ist eine Talsperre in Santa Barbara, Kalifornien. Sie war weltweit die erste Talsperre, die durch ein Erdbeben versagte und ist heute noch die einzige Talsperre in den Vereinigten Staaten, die auf diese Weise zerstört wurde. 
Die Talsperre liegt am Fuß der Santa Ynez Mountains am nördlichen Stadtrand von Santa Barbara. Sie wurde 1917 am Sycamore Creek gebaut. Der Staudamm war als homogener Erddamm ausgeführt, der ca. 216 m lang und ca. 7,5 m hoch war. Zum Zeitpunkt des Erdbebens betrug der Stauinhalt rund 113.000 Kubikmeter Wasser. 

## Dammbruch
Das Erdbeben hatte eine Stärke von 6,3 auf der Richterskala (nach anderen Angaben 6,8) und geschah am 29. Juni 1925 um 6.44 Uhr morgens, nach einer anderen Quelle am 28. Juni um 3.27 Uhr. Die Erschütterungen erhöhten den Porenwasserdruck in der Bodenschicht aus wassergesättigtem Sand und Schluff, auf der der Damm gegründet war, und brachte den Boden dazu, sich zu verflüssigen. Dieses Phänomen nennt man Liquefaktion (Bodenverflüssigung). Nach Max Herzog ist der Dammbruch auf Blockgleiten über einem teilweise verflüssigten Untergrund aus wassergesättigtem Schluffsand zurückzuführen.
Der Damm kam auf dem verflüssigten Untergrund ins Gleiten und sein Mittelstück rutschte auf einer Breite von 90 m etwa 30 m weit ab. Der gesamte Stauinhalt ergoss sich in einer Flutwelle in die Stadt zwischen der Voluntario- und Alisos-Straße. Die Welle führte Bäume und Autos mit sich und riss drei Häuser ein. In den tiefer gelegenen Gebieten stand das Wasser nach dem Zwischenfall zeitweise bis zu 60 cm hoch. Danach floss es allmählich ins Meer ab und hinterließ eine Schlammwüste. 
Bei dem Unglück kamen dreizehn Menschen ums Leben, viele weitere wurden verletzt. In den Berichten wird jedoch nicht erwähnt, ob diese durch das Erdbeben starben, etwa durch einstürzende Bauwerke, oder in der Flutwelle ertranken. Wenn sie in den drei mitgerissenen Häusern gestorben sind, wären sie auch als Talsperren-Opfer anzusehen.
Der Staudamm wurde 1936 wieder aufgebaut, existiert heute jedoch nicht mehr.